# باب المندب
مضيق باب المندب ممر مائي استراتيجي يصل البحر الأحمر بخليج عدن وبحر العرب.

## معلومات جغرافية
يقع المضيق بين الإحداثيات (12o28'40«شمالاً، 43o19'19» شرقاً) و (12o40'20«شمالاً، 43o27'30» شرقاً). المسافة بين ضفتي المضيق هي 30 كم (20 ميل) تقريباً من رأس منهالي في الساحل الآسيوي، إلى رأس سيان على الساحل الإفريقي. جزيرة بريم (مَيّون) التابعة لليمن، تفصل المضيق إلى قناتين الشرقية منها تعرف باسم باب إسكندر عرضها 3 كم وعمقها 30م. أما القناة الغربية واسمها «دقة المايون» فعرضها 25 كم وعمقه يصل إلى 310 م. بالقرب من الساحل الإفريقي توجد مجموعة من الجزر الصغيرة يطلق عليها الأشقاء السبعة. وهناك تيار سطحي يجري للداخل في القناة الشرقية، أما القناة الغربية فهناك تيار عميق قوي يجري للخارج مياه الممر دافئة (24- 32.5 درجة مئوية)، والتبخر فيه شديد (2200 - 3000مم سنوياً) مما يُفقد البحر الأحمر كميات كبيرة من المياه، يتم تعويضها عبر مياه تدخله من خليج عدن خاصة في الشتاء، أما في الصيف فتخرج من البحر الأحمر مياه سطحية. وتقدر حصيلة التبادل المائي في باب المندب بنحو ألف كم3 لمصلحة البحر الأحمر، وتصل ملوحة مياه الممر إلى 38 بالألف، وحركة المد فيه إلى نحو المتر. ونشأ الممر نتيجة تباعد أفريقيا عن آسيا بالحركة البنائية للصدع السوري الإفريقي، الذي كوّن البحر الأحمر في أواخر الحقبة الجيولوجي الثالث في عصري الميوسين والبليوسين.[بحاجة لمصدر]

## معلومات اقتصادية

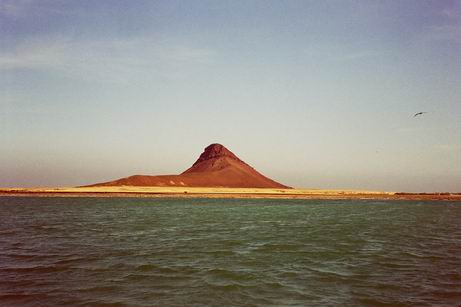
رأس سيان على الجانب الأفريقي من مضيق باب المندب

ظلت أهمية باب المندب محدودة حتى افتتاح قناة السويس 1869 وربط البحر الأحمر وما يليه بالبحر المتوسط وعالمه، فتحول إلى واحد من أهم ممرات النقل والمعابر على الطريق البحرية بين بلدان أوروبية والبحر المتوسط، وعالم المحيط الهندي وشرقي إفريقيا. زاد في أهمية الممر أن عرض قناة عبور السفن، الوقعة بين جزيرة بريم والبر الإفريقي 16كم وعمقها 100 - 200م، مما يسمح للسفن وناقلات النفط بعبور الممر بسهولة على محورين متعاكسين متباعدين. كما ازدادت أهميته بوصفه واحداً من أهم الممرات البحرية في العالم، مع ازدياد أهمية نفط الخليج العربي. ويقدر عدد السفن وناقلات النفط العملاقة التي تمر فيه في الاتجاهين، بأكثر من 21000 قطعة بحرية سنوياً (57 قطعة يومياً).
لليمن أفضلية إستراتيجية في السيطرة على الممر لامتلاكه جزيرة بريم، إلا أن القوى الكبرى وحليفاتها عملت على إقامة قواعد عسكرية قربه وحوله، لأهميته العالمية في التجارة والنقل، كما سعت الأمم المتحدة في عام 1982 لتنظيم موضوع الممرات المائية الدولية، ودخلت اتفاقيتها المعروفة «باتفاقية جامايكا» حيز التنفيذ في شهر نوفمبر/تشرين الثاني من عام 1994. وتبقى أهمية باب المندب مرتبطة ببقاء قناة السويس أولاً وممر هرمز ثانياً مفتوحين للملاحة، أمام ناقلات النفط خاصة. وتهديد هذين الممرين أو قناة السويس وحدها يحول السفن إلى طريق رأس الرجاء الصالح[بحاجة لمصدر]
مضيق باب المندب هو رابع أكبر الممرات من حيث عدد براميل النفط التي تمر فيه يومياً. وقد مر عبر المضيق نحو 3.8 ملايين برميل في اليوم عام 2013، أي نحو 6.7 في المائة من تجارة النفط العالمية. وتدفق نحو 4.8 ملايين برميل يوميا من النفط الخام والمنتجات النفطية المكررة عبر باب المندب عام 2016 في اتجاه أوروبا والولايات المتحدة وآسيا وفقا للإدارة الأميركية لمعلومات الطاقة. يمثل مضيق باب المندب أهمية بالغة لمصر، لأن نحو 98 في المائة من البضائع والسفن الداخلة التي تمر عبر السويس تمر من خلال المضيق.

### جسر معلق
في 22 فبراير 2008 كُشف عن مخطط لإنشاء جسر بحري يربط بين اليمن وجيبوتي عبر المضيق، وإذا نجح هذا المشروع سيكون هذا الجسر هو أطول جسر معلق في العالم.
ويقال إنه سوف تُبْنَى مدينة تربط ما بين الدولتين اليمن وجيبوتي يربطها الجسر المعلق، وسوف تتم تسمية هذه المدينة (مدينة النور AL-Noor City) وحالياً قد بدأ المشروع المرحلة الأولى من جمهورية جيبوتي حسب تصريح المهندس بن لادن، وذلك لسهولة المعاملة والعون من قبل الحكومة الجيبوتية بعكس الحكومة اليمنية، فإن المشروع لقي بعض الصعاب وبعض المطالب من قبل الشيوخ في اليمن هذا ما جعل المشروع يبدأ من جيبوتي.[بحاجة لمصدر]

## قضايا أمنية
للمضيق أهمية إستراتيجية حيث إنها تعتبر قناة ما بين بحر القلزم أو البحر الأحمر والمحيط الهندي عبر قناة السويس. في عام 2006م مر عبر المضيق سفن محملة ب3.3 مليون برميل من النفط. وتمثل هذه حوالي 7.5% من كل حمالات النفط (بالسفن) في العالم في تلك السنة. هذه الأرقام تعتبر صغيرة بالمقارنة بمضيق هرمز والتي يعبر من خلالها 40% من حمالات النفط (بالسفن) في العالم ولكن بسبب معركة النفوذ على هرمز تود الدول المجاورة بسط نفوذها على باب المندب كبديل. وإن إسرائيل لديها نفوذ في المندب بالتنسيق مع جيبوتي وأثيوبيا واليمن خسر بعض نفوذه بسبب التدخل الأمريكي، يذكر أن اليمن أغلقت المضيق على إسرائيل في حرب 1973، إلا أنها قد لا تكون قادرة على غلقه أمامها مرة أخرى من الجهة العسكرية.
في 2023، وعلى إثر الحرب الفلسطينية الإسرائيلية، قام الحوثيون بشن هجمات ضد السفن التي يزعم بأنها متوجهة لإسرائيل، مما ساهم بتعطيل ميناء إيلات. أدت تلك الهجمات لوقف لحركة بعض السفن البحرية وارتفاع بأسعار الشحن البحري إلى الشرق الأوسط، فيما قامت شركات أخرى بتوقف التعامل مع البضائع الإسرائيلية. أعلنت الولايات المتحدة، والمملكة المتحدة، وعدة دول أخرى عن تشكيل تحالف حارس الازدهار في 18 ديسمبر 2023 لردع هجمات الحوثيين على باب المندب، وبدأ التحالف بشن غارات على اليمن في مطلع 2024.

## التسمية
يقال إن باب المندب جاء ذكره في المساند الحميرية، وإن اسمه من ندب أي: جاز وعبر، وهناك رأي يقول إنه من «ندب الموتى» ويربطه بعبور الأحباش إلى اليمن. وفي رواية أخرى، سمي بباب المندب لأن العرب قديما كانوا إذا غزوا الأفارقة وسبوا بناتهم واستعبدوا أولادهم ينقلونهم إلى الجزيرة العربية عبر هذا المضيق، فكانت أمهات السبايا يبكين ويندبن على فقد أولادهن هناك. كما أن هناك أسطورة أخرى تقول إن سبب التسمية يعود إلى عدد الذين غرقوا في البحر بسبب هزة أرضية فصلت بين قارتي آسيا وأفريقيا.

## التاريخ
في أوائل القرن الثامن عشر تنافست بريطانيا للسيطرة على المنطقة مع كل من الإمبراطورية العثمانية وفرنسا حيث استولى البريطانيون على عدن عام 1839 وعاد العثمانيون إلى الأجزاء الشمالية من اليمن عام 1849. وركزت فرنسا على الساحل الأفريقي وأنشأت مستعمرة أرض الصومال الفرنسية في عام 1888. ومع إنشاء قناة السويس عام 1869، زادت حركة الشحن عبر مضيق باب المندب مما زاد من أهميته. بقي الفرنسيون في جيبوتي، بينما غادر البريطانيون اليمن وميناء عدن عام 1967. بعد أحداث الحادي عشر من أيلول وغزو العراق أصبح المضيق منطقة غير مستقرة أمنيا وتعرضت عدد من السفن لهجمات متفرقة في مياهه.

## التنافس على المضيق
يعتبر التنافس من أجل السيطرة على مضيق باب المندب والبحر الأحمر جزءًا من صراع إقليمي أكبر بين إيران وحلفائها من جهة والمملكة العربية السعودية ودولة الإمارات العربية المتحدة ومصر وحلفائهم من جهة أخرى. سارعت قوات الحوثي وحلفاؤها من القوات المسلحة للرئيس الراحل علي عبد الله صالح، منذ بداية الحرب الأهلية في اليمن، للسيطرة على الموانئ اليمنية الاستراتيجية والمناطق الساحلية، وأهم هذه المضبوطات مضيق باب المندب.
في تموز/يوليو عام 2018 أعلن وزير النفط السعودي خالد الفالح تعليقاً فورياً ومؤقتاً لجميع صادرات النفط عبر مضيق باب المندب بعد هجوم الحوثيين على سفينتين محملتين بالنفط الخام. وكان التحالف الذي تقوده السعودية قد أكد أن الحوثيين استهدفوا ناقلة نفط سعودية في البحر الأحمر.وعلى الجانب الآخر كانت محطة تلفزيون «المسيرة» التابعة للحوثيين قد أعلنت أن مقاتلي حركة أنصار الله الحوثية استهدفوا بارجة حربية سعودية قبالة السواحل الغربية لليمن تحمل اسم «الدمام». لاحقا أعلن وزير النفط السعودي أن بلاده قررت استئناف نقل شحنات النفط عبر مضيق باب المندب بدءًا من الأول من آب/ أغسطس 2018.

## وصلات خارجية
- Chisholm, Hugh, ed. (1911), "Bab-el-Mandeb" , Encyclopædia Britannica (بالإنجليزية) (11th ed.), vol. 3, p. 91